# Toxophilus

Henri VIII, le dédicataire de Toxophilus

Toxophilus est un livre de Roger Ascham sur le tir à l'arc au longbow , publié pour la première fois à Londres en 1545. Dédié au roi Henri VIII, il s'agit du premier livre sur le tir à l'arc écrit en anglais. 
Ascham était un archer enthousiaste et un conférencier au St John's College de Cambridge. Il a écrit Toxophilus or the Schole or Partitions of Shooting pour défendre le tir à l'arc contre les affirmations selon lesquelles il s'agissait d'un sport qui ne convient pas à un érudit.
Toxophilus est écrit sous la forme d’un dialogue entre deux personnages, Philologus ("un amateur d’études") et Toxophilus ("un amoureux de l’arc"), également érudit et qui défend le tir à l’arc comme un passe-temps noble. 
Ascham préfixa son travail par une dédicace élaborée à Henri VIII, qui approuva le livre et accorda à Ascham une pension de 10 £ par an, confirmée et augmentée par Édouard VI. 

## Influence sur l'anglais
En plus d’être le premier livre imprimé en anglais sur le tir à l’arc, Toxophilus est également un modèle important pour montrer comment les livres d’instruction pourraient être écrits en anglais (plutôt qu'en latin) et comment l’anglais pouvait être écrit dans un style clair. L'auteur écrit dans sa préface, adressée « À tous les gentilshommes et jeunes de l'Angleterre », que « Beaucoup d'écrivains anglais ne l'ont pas fait, mais utilisent des mots étranges, comme le latin, le français et l'italien, qui rendent toutes choses sombres et difficiles ». 
Ainsi, contrairement à d’autres savants qui écrivaient en anglais à l’époque, tels que Thomas Elyot et John Cheke , il évita les néologismes et les termes classiques fleuris et réussit à faire de son anglais un vecteur de communication étendue. Certains passages décrivant l'environnement (par exemple, la manière dont le vent pouvait gêner la visée d'un archer expert) étaient clairs et à l'époque incomparables dans l'écriture anglaise. 
Le mot "Toxophilus" a été inventé par Ascham.  Le nom "toxophilite", qui signifie "un amoureux ou un fervent de tir à l'arc, un archer", en est dérivé.

## Influence
Toxophilus a servi de livre source à de nombreux travaux ultérieurs sur l’ histoire du tir à l’arc , comme The Archer's Craft de AE Hodgkin.

## Éditions
- Ascham, Roger; ed.  Arber, Edward (1868).  Réimpressions anglaises: Toxophilus, 1545.  Londres: Murray.
- Ascham, Roger; ed.  Wright, William Aldis (1904).  Anglais Ouvrages: Toxophilus, Rapport des Affaires et de l’État d’Allemagne, Le Maître de l’école.  Cambridge: Cambridge University Press.